# Fernando Farrés
Juan Fernando Santa Cruz Cavero (Lima, 27 de noviembre de 1927-Lima, 12 de abril de 2016), conocido como Fernando Farrés, fue un locutor, actor y cómico peruano.

## Biografía
Se inició en la radio como actor de radionovelas, junto al chileno Enrique Maluenda, el inolvidable David Odría y Enma Cabrera. Fue parte de “las voces” que caracterizaron a la legendaria Radio Central, convertida en RPP Noticias. Trabajó también en miniseries de la televisión peruana y participó en la inauguración de la televisora del Estado Canal 7. Ingresó a Panamericana Televisión en el año 1968. Trabajó en El tornillo, programa cómico peruano que tuvo éxito en diversos mercados del continente.
Fue locutor radiofónico (estuvo en Radio Ovación entre los años setenta y ochenta).
Fue uno de los fundadores de la Asociación de Locutores del Perú, de la cual fue presidente, en el año 1980.
El 8 de diciembre de 2011, recibió el Micrófono de Oro de la Asociación de Locutores del Perú.
Falleció en la ciudad de Lima el 12 de abril de 2016. Su cuerpo fue velado en el Hospital Naval del Callao y posteriormente fueron cremados, las cenizas entregadas a la familia.

## Obras
Participó en muchas obras teatrales, radiales y televisivas, así como en comerciales.

### Televisión
- Así es la vida... Don Amador[5]
- Mil oficios... Don Simeón
- El tornillo... Empleado Rodríguez
- Risas y Salsa
- Detectilocos

### Filmografía
- Melgarcito en Como en el cine (2015).